# Административно деление на Буркина Фасо
Буркина Фасо е разделена на 13 региона, 45 провинции и 301 департамента.
Региони:
1. Букъл дю Муун
2. Източен
3. Каскадес
4. Саел
5. Северен
6. От Басен
7. Плато Сентрал
8. Централен
9. Централно-източен
10. Централно-западен
11. Централно-северен
12. Централно-южен
13. Югозападен.